# Hubert Berchtold
Hubert Berchtold (ur. 28 lipca 1950 r.) – austriacki narciarz alpejski. Nie startował na żadnych igrzyskach olimpijskich ani mistrzostwach świata. Najlepsze wyniki w Pucharze Świata osiągnął w sezonie 1973/1974, kiedy to zajął 21. miejsce w klasyfikacji generalnej, a w klasyfikacji giganta był siódmy.

## Sukcesy

### Puchar Świata

#### Miejsca w klasyfikacji generalnej
- 1972/1973 – 45.
- 1973/1974 – 21.
- 1974/1975 – 45.

#### Miejsca na podium
1. Saalbach – 16 grudnia 1973 (gigant) – 1. miejsce